# Антон Аллеманн
Антон Аллеманн (нім. Anton Allemann, 6 січня 1936, Золотурн — 3 серпня 2008, Клостерс-Зернойс) — швейцарський футболіст, що грав на позиції нападника.
Виступав, зокрема, за клуб «Янг Бойз», з яким став триразовим чемпіоном Швейцарії та володарем Кубка Швейцарії, а також національну збірну Швейцарії, у склады якої був учасником чемпіонату світу 1962 року.

## Клубна кар'єра
У дорослому футболі дебютував 1957 року виступами за команду «Янг Бойз», в якій провів чотири сезони, взявши участь у 79 матчах чемпіонату. За цей час тричі поспіль виборював титул чемпіона Швейцарії та одного разу ставав володарем Кубка Швейцарії.

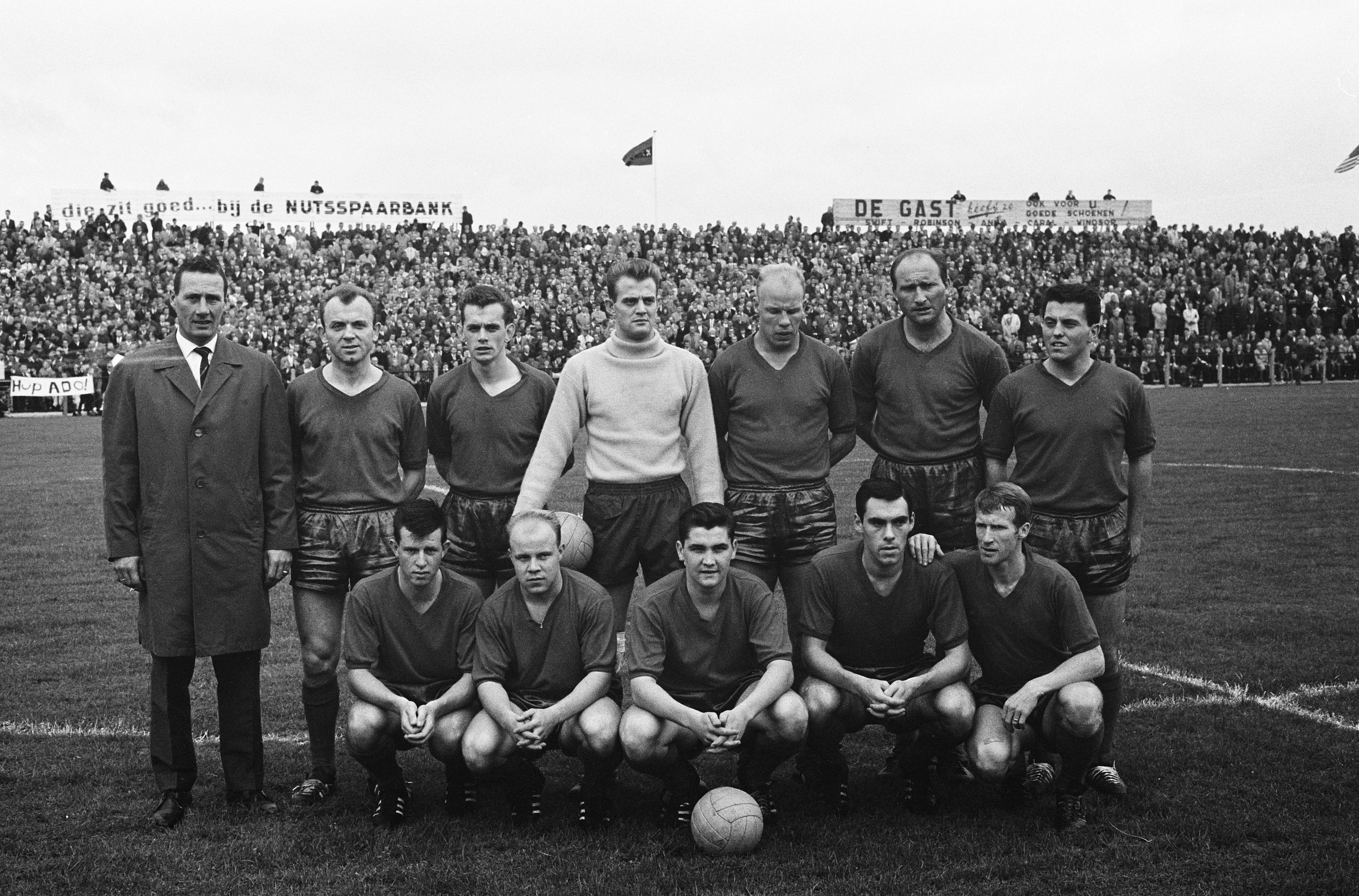
Антон Аллеманн (крайній праворуч у нижньому ряду) перед матчем за ПСВ. 7 вересня 1963 року.

Влітку 1961 року Аллеманн перейшов у італійську «Мантову», забивши за два сезони 10 голів у Серії А в 48 іграх, після чого у 1963 році Антон був придбаний нідерландським ПСВ за суму в 100 000 гульденів, провівши у команді наступний сезон, ставши з нею віце-чемпіоном країни.
У 1964 році Аллеманн підписав контракт із західнонімецьким «Нюрнбергом» і дебютував у Бундеслізі 22 серпня 1964 року в домашньому матчі проти «Боруссії» (Нойнкірхен) і за два сезони у 50 матчах Бундесліги він забив вісім голів.
1966 року Аллеманн повернувся на батьківщину, де виступав за місцеві клуби «Грассгоппер», «Ла Шо-де-Фон», «Золотурн» та «Люцерн», а завершив ігрову кар'єру у команді четвертого дивізіону країни «Шаффгаузен», за яку виступав протягом 1972—1973 років.

## Виступи за збірну
7 травня 1958 року дебютував в офіційних матчах у складі національної збірної Швейцарії в товариській грі проти Швеції (2:3), проведеній в Гельсінгборзі, в якій забив обидва голи своєї команди.
У складі збірної був учасником чемпіонату світу 1962 року у Чилі, на якому провів всі три гри — з Чилі (1:3), ФРН (1-2) та Італією (0-3), але команда їх всі програла і посіла останнє місце у групі.
Свій останній матч за збірну провів 5 червня 1966 року проти Угорщини (1:3). Загалом протягом кар'єри у національній команді, яка тривала 9 років, провів у її формі 27 матчів, забивши 9 голів.
Помер 3 серпня 2008 року на 73-му році життя у місті Клостерс-Зернойс від серцевого нападу.

## Титули і досягнення
- Чемпіон Швейцарії (3):

«Янг Бойз»: 1957–58, 1958–59, 1959–60
- Володар Кубка Швейцарії (1):

«Янг Бойз»: 1957–58

## Статистика виступів

### Статистика виступів за збірну
| Дата       | Місто        | Господарі  | Результат | Гості      | Турнір                             | Голи | Примітки |
| ---------- | ------------ | ---------- | --------- | ---------- | ---------------------------------- | ---- | -------- |
| 7-5-1958   | Гельсінгборг | Швеція     | 3 – 2     | Швейцарія  | товариський матч                   | 2    |          |
| 26-5-1958  | Цюрих        | Швейцарія  | 0 – 2     | Бельгія    | товариський матч                   | -    |          |
| 2-11-1958  | Роттердам    | Нідерланди | 2 – 0     | Швейцарія  | товариський матч                   | -    |          |
| 26-4-1959  | Базель       | Швейцарія  | 1 – 5     | Югославія  | Кубок Центральної Європи 1955—1960 | -    |          |
| 4-10-1959  | Берн         | Швейцарія  | 0 – 4     | ФРН        | товариський матч                   | -    |          |
| 25-10-1959 | Будапешт     | Угорщина   | 8 – 0     | Швейцарія  | товариський матч                   | -    |          |
| 6-1-1960   | Неаполь      | Італія     | 3 – 0     | Швейцарія  | товариський матч                   | -    |          |
| 27-3-1960  | Брюссель     | Бельгія    | 3 – 1     | Швейцарія  | товариський матч                   | 1    |          |
| 6-4-1960   | Базель       | Швейцарія  | 4 – 2     | Чилі       | товариський матч                   | 1    |          |
| 18-5-1960  | Цюрих        | Швейцарія  | 3 – 1     | Нідерланди | товариський матч                   | 2    |          |
| 12-10-1960 | Базель       | Швейцарія  | 6 – 2     | Франція    | товариський матч                   | -    |          |
| 20-11-1960 | Брюссель     | Бельгія    | 2 – 4     | Швейцарія  | Відбір до ЧС 1962                  | -    |          |
| 20-5-1961  | Лозанна      | Швейцарія  | 2 – 1     | Бельгія    | Відбір до ЧС 1962                  | -    |          |
| 28-5-1961  | Стокгольм    | Швеція     | 4 – 0     | Швейцарія  | Відбір до ЧС 1962                  | -    |          |
| 29-10-1961 | Берн         | Швейцарія  | 3 – 2     | Швеція     | Відбір до ЧС 1962                  | -    |          |
| 12-11-1961 | Берлін       | Швейцарія  | 2 – 1     | Швеція     | Відбір до ЧС 1962                  | -    |          |
| 9-5-1962   | Лондон       | Англія     | 3 – 1     | Швейцарія  | товариський матч                   | 1    |          |
| 30-5-1962  | Сантьяго     | Чилі       | 3 – 1     | Швейцарія  | ЧС 1962 - 1-й етап                 | -    |          |
| 3-6-1962   | Сантьяго     | ФРН        | 2 – 1     | Швейцарія  | ЧС 1962 - 1-й етап                 | -    |          |
| 7-6-1962   | Сантьяго     | Швейцарія  | 0 – 3     | Італія     | ЧС 1962 - 1-й етап                 | -    |          |
| 11-11-1962 | Амстердам    | Нідерланди | 3 – 1     | Швейцарія  | Відбір до ЧЄ 1964                  | -    |          |
| 23-12-1962 | Карлсруе     | ФРН        | 5 – 1     | Швейцарія  | товариський матч                   | -    |          |
| 31-3-1963  | Берн         | Швейцарія  | 1 – 1     | Нідерланди | Відбір до ЧЄ 1964                  | 1    |          |
| 5-6-1963   | Базель       | Швейцарія  | 1 – 8     | Англія     | товариський матч                   | -    |          |
| 26-5-1965  | Базель       | Швейцарія  | 0 – 1     | ФРН        | товариський матч                   | -    |          |
| 14-11-1965 | Берн         | Швейцарія  | 2 – 1     | Нідерланди | Відбір до ЧС 1966                  | 1    |          |
| 5-6-1966   | Будапешт     | Угорщина   | 3 – 1     | Швейцарія  | товариський матч                   | -    | 46'      |
| Усього     |              | Матчів     | 27        |            | Голів                              | 9    |          |

## Галерея

Антон Аллеманн під час виступів за «Мантову». 1962 рік.
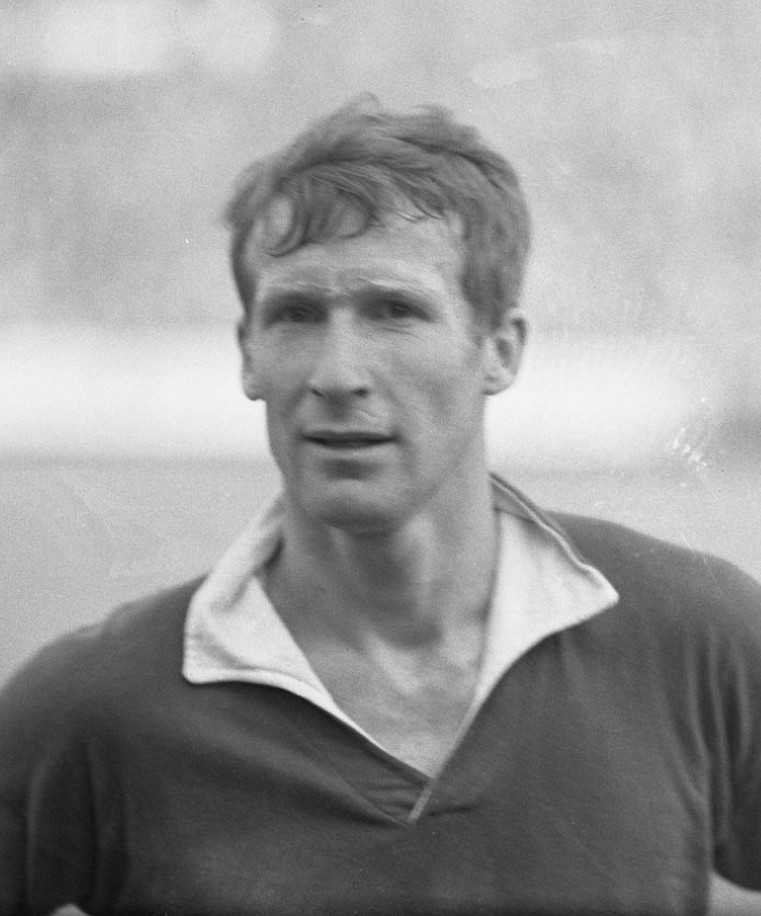
Антон Аллеманн під час виступів за ПСВ. 1963 рік.